# 코미디 센트럴
코미디 센트럴(Comedy Central)은 1991년에 방송을 시작한 미국의 코미디 텔레비전 채널이다. 2006년 하반기부터 유럽 시장을 겨냥하여 폴란드, 독일, 네덜란드, 이탈리아에서 서비스를 시작하였다.

## 주요 프로그램
- 《더 데일리 쇼》 (1996~)
- 《사우스 파크》 (1997~)
- 《콜베어 르포》 (2005~2014)
- 《퓨처라마》 (2008~2013)

## 역사

### 설립
1989년 11월, HBO의 소유주인 타임 워너는 처음으로 "코미디 채널"(Comedy Channel)이라는 코미디 프로만을 전문적으로 방송하는 채널을 만들었다. 1990년 4월 바이어컴은 이에 대항하여 "Ha!"라는 채널을 만들었다. 1991년 4월 1일에 두 채널은 "코미디 네트워크"(CTV: The Comedy Network)라는 이름으로 하나의 채널로 합친다. 바이아컴은 2003년에 타임 워너로부터 소유권의 나머지 절반을 12억 3천만 달러에 사들였다.

### 1991–1997
1980년대 후반에서 1990년대 중반까지 코미디 센트럴에서는(그 전신이었던 두 채널 포함) 코미디 영화, 시트콤을 재상영하거나 30분짜리 특별방송, 스탠드업 코미디언들의 쇼의 주요장면들을 주로 방송하였다. 채널의 시청자는 비교적 많은 편이 아니었다. 초기에 인기있던 프로그램으로는 빌 마의 Politically Incorrect가 있다. 이 프로그램은 이후 HBO로 옮겨 전파를 탔다. 또한 첫 진행자로 크레이그 킬본(Craig Kilborn)이 나섰던 The Daily Show이 있으며, Dr. Katz, Professional Therapist도 잘 알려진 프로그램중 하나이다.

#### 사우스 파크
1997년, 《사우스 파크》를 방영하기 시작한 이후, 코미디 센트럴은 급격하게 성장하였다. 케이블 채널의 프로그램중에 성인 관람가 등급(TV-MA)을 받은 첫 프로그램인 《사우스 파크》는 주요 채널에서 방송되기에는 매우 많은 논쟁거리를 포함하고 있었다. 입소문이 퍼지기 시작하면서 많은 수의 사람들이 코미디 센트럴을 시청하겠다고 신청하기 시작하였고, 그 결과 1998년에는 코미디 센트럴을 미국 가정의 50%에서 시청할 수 있었다.

### 2002–2003
2002년, 코미디 센트럴 레코드(Comedy Central Records)가 출범하였다. 이 회사는 코미디 센트럴에 출연한 코미디언들의 앨범을 발매하기 위하여 설립되었다.
드루 캐리, 제리 스틸러, 롭 라이너, 휴 헤프너, 체비 체이스, 데니스 리어리, 제프 폭스워디, 패멀라 앤더슨, 윌리엄 샤트너, 플레이버 플라브 등이 코미디의 대상이 되었다.

## 채널 번호 (미국)
- 디렉TV- 249번(HD/SD), 1249번(VOD)
- AT&T 유-버스- 140번(HD), 1140번(SD)
- 디시 네트워크- 107번(SD/HD)
- 버라이즌 FiOS- 190번(SD), 690번(HD)

## 특이 사항
- 2009년에 HD로 방송을 시작하게 된다.